# Premio Juchimán de Plata
El Premio Juchimán de Plata es un galardón otorgado en el ámbito nacional e internacional por la Asociación Civil Juchimanes de Plata, del estado mexicano de Tabasco a las personalidades destacadas por su trayectoria en las áreas de Filantropía, Medio Ambiente y Ecología, Ciencia y Tecnología, Comunicación, Ciencias y Técnicas de la Comunicación, Artes y Letras, Artesanías, Ciencias y Letras, Derechos Humanos y la Paz, Ciencias y Humanidades.

## Descripción del premio
Anualmente se otorgan cuatro premios Juchimán de Plata en los ámbitos estatal, nacional e internacional. El premio Juchimán de Plata consta de una réplica en plata de 15 cm de altura de la escultura monumental de la civilización olmeca del mismo nombre, montada sobre una base de madera y con una placa de oro, con el logotipo de la fundación grabado en altorrelieve. Allí aparecen, inscritas, las razones por las que se confiere el premio en cada caso. Desde 1978, el premio Juchimán de Plata lo entrega cada año el Comité Directivo Permanente de la asociación civil.

## Galardonados
A la fecha, los siguientes han sido los personajes galardonados:
- Andrés Iduarte (1978)
- Juan Rulfo (1980)
- Alfonso Taracena Quevedo (1981)
- Luis Cardoza y Aragón (1982)
- Renato Leduc (1982)
- Román Piña Chán (1983)
- René Zavaleta Mercado (1984)
- Blas Galindo (1984)
- Leopoldo Zea Aguilar (1985)
- Augusto Monterroso (1985)
- Adolfo Gilly (1986)
- Jaime Sabines (1986)
- John Womack Jr (1987)
- Álvaro Mutis (1988)
- Jaime García Terrés (1988)
- Eduardo Nicol (1989)
- Andrés Serra Rojas (1989)
- José Emilio Pacheco (1990)
- Andrés Henestrosa (1991)
- Elena Poniatowska (1993)
- Pedro Vega Martínez (1994)
- Beatriz de la Fuente (1996)
- Héctor Fix Zamudio (1997)
- Miguel León Portilla (1997)
- Marcos Moshinsky (1997)
- Beatriz Pagés Rebollar (1997)
- Federico Reyes Heroles (1998)
- Sergio García Ramírez (1998)
- Patrick Johansson (1998)
- Ikram Antaki (1999)
- Sergio Aguayo Quezada (2000)
- Juan Soriano (2000)
- Jean Meyer (2001)
- Armando Fuentes Aguirre (Catón) (2001)
- Sergio Pitol (2002)
- Néstor de Buen Lozano (2004)
- Roberto Fernández Retamar (2004)
- Ignacio Burgoa Orihuela (2004)
- Ruy Pérez Tamayo (2005)
- Óscar Arias Sánchez (2006)
- Bill Gates (2006)
- Sergio Sarmiento (2006)
- Guillermo Soberón Acevedo (2006)
- Juan Gelman (2007)
- Enrique González Pedrero (2008)
- Enrique Carbajal González (2008)
- Denise Dresser (2008)
- Alexander Balankin (2008)
- COPARMEX Tabasco (2009)
- Michel Martinez Esparza (2009)
- Javier Garciadiego (2010)[3]